# German Lorca
German Lorca (28. května 1922, São Paulo – 8. května 2021, tamtéž) byl brazilský fotograf, člen klubu Foto Cine Club Bandeirante spolu s dalšími fotografy, jako je Marcel Giró, José Yalenti, Madalena Schwartz nebo Gaspar Gasparian a další.

## Životopis
German Lorca studoval jako účetní na Akademickém liceu v São Paulu a věnoval se komerčním činnostem, zahájil podnikání a věnoval se účetnictví až do roku 1952.
Jeho zájem o fotografii rostl, řemeslo se vyučil jako samouk a byl aktivní v klubu Foto Cine Club Bandeirante ve svém městě. V roce 1949 se již věnoval fotografické práci na částečný úvazek a v roce 1952 ukončil účetnictví a otevřel svůj první fotografický ateliér.
V roce 1954 byl jmenován oficiálním fotografem k oslavě čtyřstého výročí založení São Paula. Jeho témata sahají od sociálních témat po kompoziční zpracování prostřednictvím šerosvitu.
Jeho účast na aktivitách klubu Foto Cine Club Bandeirante a jeho osobní aktivita v zahraničí z něj učinily jednoho z nejvýznamnějších fotografů v Brazílii své doby.
Jeho aktivita pokračovala i době, kdy mu bylo více než 90 let.
Zemřel v São Paulu přirozenou smrtí 20 dní před svými devadesáti devíti narozeninami.

## Skupinové výstavy (výběr)
- 2006. El contraluz en la Escuela Paulista, Foto Cine Clube Bandeirante, São Paulo
- 2007. Fragmenty: Modernismus v brazilské fotografii. Galerie Bergamin, São Paulo a Río de Janeiro
- 2018. ARCO Madrid (Madrid): Spolu se svým dlouholetými kolegy Escuelou Paulistou a Marcelem Giró

## Publikace
- 2013. German Lorca, José Souza Martins